# Bank Spółdzielczy Rzemiosła w Radomiu
Bank Spółdzielczy Rzemiosła w Radomiu – bank spółdzielczy, bank uniwersalny z siedzibą w Radomiu.   
Powstał w 1958 roku. Specjalizuje się w obsłudze klientów indywidualnych oraz małych i średnich przedsiębiorstwo.
Bank zrzeszony jest w Banku Polskiej Spółdzielczości.